# Alessandro Terracini
Alessandro Terracini   (Torí, 19 d'octubre de 1889 - Torí, 2 d'abril de 1968) va ser un matemàtic italià.

## Vida i Obra
Terracini, de família jueva, va fer els estudis secundaris al Liceo Cavour de Torí on va tenir de professor de matemàtiques Rodolfo Bettazzi. El 1907 va ingressar a la universitat de Torí on va rebre classes de docents il·lustres entre els quals es trobaven els seus dos veritables mestres: Guido Fubini i Corrado Segre. Va obtenir el doctorat el 1911 i va començar la seva carrera acadèmica com assistent del professor Gino Fano.
Però la guerra italoturca i la primera Guerra Mundial fan que sigui mobilitzat i, després, dels cursos d'oficial és enviat a Gorizia, on va posar en pràctica els seus coneixements desenvolupant un periscopi pel front bèl·lic i demostrant una fórmula de les taules de tir que estava preparant Mauro Picone. Acabada la guerra va tornar a la universitat de Torí on va romandre fins al 1938, excepte una anys a la universitat de Mòdena i un curs a la universitat de Catània.
El 1938 va ser expulsat de la càtedra per les lleis antisemites del govern feixista italià. En els primers moments intenta lluitar contra les injustes lleis organitzant l'ensenyament de nens jueus a l'escola jueva Colonna Finzi, però aviat es convenç que no hi ha futur per a ell a Itàlia i marxa a l'Argentina on li ofereixen una plaça a la universitat de Tucuman.
Fins al 1948 va romandre a l'Argentina on va desenvolupar el departament de matemàtiques de la universitat de Tucuman, va fundar la Revista de Matemáticas y Física Teórica i va col·laborar activament amb la Unión Matemática Arhentina de la qual va arribar a ser president (1945-1947). El 1948 va retornar a la seva càtedra de Torí no sense certa nostalgia d'un lloc en el que mai s'havia sentit estranger.
La obra de Terracini està dominada per la mentalitat i els mètodes de Corrado Segre, inclòs quan surt dels estrictes límits de la geometria projectiva-diferencial. També son importants les seves recerques sobre la incidència dels espais tangents en varietats hiperespaials, sobre la geometria de les equacions diferencials i sobre les propietats geomètriques vàlides en un cert ordre d'aproximació.
El mateix any de la seva mort, 1968, es va publicar el seu llibre de memòries Ricordi di un matematico: Un sessantennio di vita universitaria, un testimoni de la difícil època que va viure i que potser no poden entendre les generacions més joves. També aquest any es van publicar en dos volums les seves obres escollides, amb el títol de Selecta i que agrupen les seves 180 publicacions des del 1909 fins al 1968.